# جيكوب أكرونغ
جيكوب نيي مارتي أكرونغ (من مواليد 31 ديسمبر 1992) هو لاعب كرة قدم غاني يلعب في فريق "Atlético Morelia" كمدافع.